# András F. Balogh

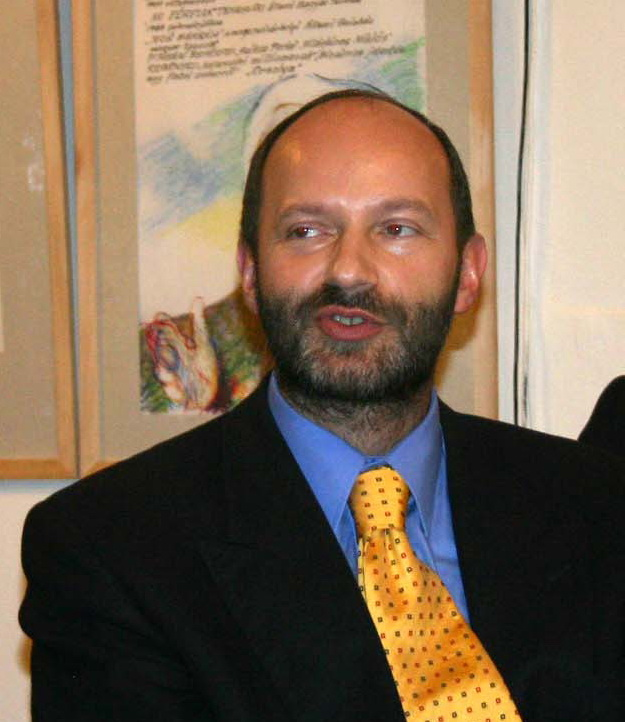
András F. Balogh, 2006

András F. Balogh (* 28. November 1964 in Cluj) ist ein ungarisch-rumänischer Germanist und Hungarologe. Er ist Professor für Deutsche Literatur aus Südosteuropa an der Babeș-Bolyai-Universität Cluj.

## Leben
Am 28. November 1964 in Cluj geboren, studierte Balogh an der Babeș-Bolyai-Universität Hungarologie und Germanistik. Zwischen 1988 und 1992 als Deutschlehrer in Măriţei (Kreis Suceava, Rumänien) tätig, setzte er seine Studien in Budapest an der Eötvös-Loránd-Universität fort, legte dort 1993 seine Promotion über siebenbürgisch-deutsche Literatur ab und wurde 2002 zum Dozenten befördert.
Ab 2004 war Balogh zudem Inhaber des von der Bundesrepublik Deutschland geförderten Stiftungslehrstuhls „Deutsche Literatur im südöstlichen Mitteleuropa“ an der Babes-Bolyai-Universität; nach Auslaufen der Stiftungsprofessur wurde er dort 2009 zum ordentlichen Professor berufen. Zudem war Balogh 2007/08 Gastprofessor an der Justus-Liebig-Universität Gießen. und ist Fellow der Alexander von Humboldt-Stiftung.

## Schriften
- Az erdélyi szász irodalom magyarságképe.Littera Nova, Budapest 1996, ISBN 963-8375-34-5 (Das Ungarnbild der deutschen Literatur aus Siebenbürgen.).
- Studien zur deutschen Literatur Südosteuropas (= Klausenburger Beiträge zur Germanistik. 3). Presa Universitară Clujeană u. a., Cluj-Napoca u. a. 2008, ISBN 978-973-610-680-4 (2., vermehrte Auflage. ebenda 2010, ISBN 978-973-595-158-0).
- Német-magyar irodalmi együttélések a Kárpát-medencében (= Irodalomtörténeti füzetek. 166). Argumentum, Budapest 2009, ISBN 978-963-446-535-5.
- Der Schneeonkel. Mehr- und Erstsprachigkeit deutscher Autoren aus Ostmittel- und Südosteuropa. In: Gabriele Leupold, Eveline Passet (Hrsg.): Im Bergwerk der Sprache. Eine Geschichte des Deutschen in Episoden. Wallstein, Göttingen 2012, ISBN 978-3-8353-1178-7, S. 203–222.
  - Rezension: Kein Ey gleicht dem anderen, von Vera Viehöver, in ReLÜ, Rezensionen online, Nr. 14, 17. März 2013.

als Herausgeber
- Siebenbürgisch-deutsche Dichtung (= ELTE-Chrestomathien. 6, ZDB-ID 2459392-8). Eötvös Loránd Tudományegyetem – Germanisztikai Intézet, Budapest 1994.
- mit Helga Mitterbauer: Zentraleuropa. Ein hybrider Kommunikationsraum. Praesens, Wien 2006, ISBN 3-7069-0372-5.
- mit László Tarnói: Deutsche Presse aus Ungarn in der ersten Hälfte des 19. Jahrhunderts. Literatur, Theater, Sprache und Aspekte der Identität (= Deutschsprachige Texte aus Ungarn. 6). Argumentum, Budapest 2007, ISBN 978-963-446-423-5.
- mit Erhard Schütz: Regionalität und Fremde. Literarische Konstellationen, Visionen und Konzepte im deutschsprachigen Mitteleuropa. Weidler, Berlin 2007, ISBN 978-3-89693-488-8.
- mit Helga Mitterbauer: Gedächtnis und Erinnerung in Zentraleuropa. Jahrestagung 2007 des Literatur- und Kulturwissenschaftlichen Komitees der Österreichischen und Ungarischen Akademie der Wissenschaften, Wien, 20.–23. September 2007. Praesens, Wien 2011, ISBN 978-3-7069-0453-7.
- mit Christoph Leitgeb: Mehrsprachigkeit in Zentraleuropa. Zur Geschichte einer literarischen und kulturellen Chance. Praesens, Wien 2012, ISBN 978-3-7069-0708-8.
- mit Ulrich A. Wien, Julia Brandt: Radikale Reformation. Die Unitarier in Siebenbürgen (= Studia Transylvanica. 44). Böhlau, Köln u. a. 2013, ISBN 978-3-412-21073-1.